# Шурашенер
Шурашенер (мар. Шӱрашэҥер) — деревня в Сернурском районе Республики Марий Эл. Входит в состав Чендемеровского сельского поселения.

## География
Находится в северо-восточной части республики Марий Эл на расстоянии приблизительно 6 км на запад-северо-запад от районного центра посёлка Сернур.

## История
Основана в начале XVIII века переселенцами из деревень Большая Лужала, Кугу Шоркинер. Первоначально деревню назвали Тышкар починта по имени первопоселенца Тышкар, с 1750 года переименовали в Шурашенер. В XIX веке обозначена уже как починок Верхний Шурашенер. 1858 году здесь проживали 53 человека. В 1884—1885 годах числилось 16 дворов, проживали 115 мари. В 1925 году в деревне проживали 120 человек, мари. В 1927 году деревня состояла из 28 дворов. В 1988 году числились 20 домов, 91 житель. В 1996 году в 21 дворе проживали 74 человека. В 2005 году в деревне значился 21 двор. В советское время работал колхоз «Марий патыр» («Чаваин»).

## Население
Население составляло 58 человек (мари 100 %) в 2002 году, 54 в 2010.